# Liga Państwowości Polskiej
Liga Państwowości Polskiej – polska partia polityczna działająca na terenie Królestwa Polskiego w latach 1915–1918
Formalnie powstała w marcu 1915, chociaż początki jej działania sięgają przełomu 1914/1915. Od maja do sierpnia 1915 r. na terenie okupacji niemieckiej i austro-węgierskiej razem ze Związkiem Patriotów tworzyła Związek Państwowości Polskiej, następnie działała samodzielnie pod starą nazwą. Od 1 listopada 1915 stała się organizacją o charakterze bloku politycznego a w jej skład weszły Stronnictwo Radykalno-Narodowe i Polskie Zjednoczenie Narodowe (środowisko „Secesji”). Po odejściu SN-R w marcu 1916 Liga stała się jednolitą partią polityczną. Członkowie LPP wywodzili się ze środowisk inteligencji miejskiej z Warszawy, Łodzi, Lublina, Kielc, Radomia, Kalisza i Częstochowy.
Uważana była na terenie Kongresówki za najważniejszą sojuszniczkę polityczną Naczelnego Komitetu Narodowego. Podzielając stanowiska polityczne Komitetu, była główną przeciwniczką koncepcji programowych lewicy niepodległościowej wśród aktywistów, opowiadając się za rozwiązaniem sprawy polskiej w oparciu o Austro-Węgry, poprzez połączenie Królestwa z Galicją. Miało to się stać podstawą utworzenia trzeciego członu Monarchii Austro-Węgierskiej, w postaci monarchii polskiej, która posiadałaby prawa i status równy temu jaki posiadały Austria i Węgry. Wizja ta, ze względu na chęć przekształcenia monarchii Austro-Węgier na monarchię austro-węgiersko-polską, nosiła nazwę koncepcji trialistycznej, „rozwiązania austriackiego” lub „austro-polskiego”.
Ściśle współpracowała z Departamentem Wojskowym NKN, popierając koncepcje budowy Legionów Polskich forsowaną przez jego Szefa – Władysława Sikorskiego. W czerwcu 1916 r. Liga weszła do Delegacji Międzypartyjnej Stronnictw i poparła Akt 5 listopada tego roku. Wchodziła następnie do Rady Narodowej. W tym okresie Liga była znaczącą siłą polityczną a jej przedstawiciele: Stanisław Bukowiecki, Kazimierz Natanson, Stefan Dziewulski, Józef Mikułowski-Pomorski, Michał Łempicki, Wiktor Sokołowski, Józef Kozłowski zasiadali w Tymczasowej Radzie Stanu. Jednak w 1917 roku ujawniły się w partii istotne różnice poglądów wobec kryzysu przysięgowego, i co ważniejsze, między zwolennikami koncepcji austro-polskich i niemiecko-polskich. Część tych ostatnich opuściła w lipcu 1917 LPP i wstąpiła do Centrum Narodowego. Osłabiona tym Liga poważnie straciła na znaczeniu. W powstałej w kwietniu 1918  Radzie Stanu Królestwa Polskiego miała tylko 5 mandatów, i wraz z 4 bezpartyjnymi politykami utworzyła w niej Klub Demokracji Niezależnej. W tym okresie współpracowała ściśle ze Związkiem Budowy Państwa Polskiego, i starała się odrywać rolę pośrednika politycznego między aktywistami i pasywistami.
Głównymi politykami LPP byli: Zygmunt Chmielewski, Gustaw Simon, Antoni Ponikowski, Józef Dąbrowski, Stanisław Garlicki, Stefan Dziewulski, Rafał Radziwiłłowicz. Organami prasowymi Ligi były „Strażnica” i „Głos Stolicy” ale w kręgu jej oddziaływania były także inne tytuły jak m.in. „Dziennik Narodowy”, „Wiadomości Polskie”, „Gazeta Polska” i „Myśl Polska”.